# Tramwaje w Szczekocinach
Tramwaje w Szczekocinach – były system tramwajowy w Szczekocinach. Tramwaje kursowały w latach 1915–1935.
Tramwaje konne uruchomiono jako skomunikowanie miejscowości z uruchomioną w 1885 roku linią kolejową Dęblin – Kielce – Dąbrowa Górnicza i odległym o kilkanaście kilometrów przystankiem kolejowym w Sędziszowie. Budowa stała się możliwa po wytrasowaniu przez Austriaków w 1915 roku drogi łączącej Szczekociny z Sędziszowem, obok której ułożono szyny o wąskim rozstawie. Firma przewozowa przewoziła podróżnych i niewielkie towary jednym drewnianym wagonem o pojemności dwunastu osób zaprzężonym w jednego konia, a w dni targowe o pojemności trzydziestu osób, a ciągnęła go para koni. W rozkładzie jazdy znajdowało się osiem kursów dziennie w każdą stronę.
Początkowo przedsiębiorstwem transportowym zarządzał sejmik powiatowy, a później dzierżawiły je władze Szczekocin. W okresie funkcjonowania przedsiębiorstwa, tramwaj trzykrotnie był obiektem napadu rabunkowego (m.in. 1922, 1930), a raz zdarzył się na trasie śmiertelny wypadek (1930).
Tramwaj funkcjonował do 1935 roku, gdy został zlikwidowany.